# Suha (Zavidovići, BiH)
Suha je naseljeno mjesto u općini Zavidovići, Federacija Bosne i Hercegovine, BiH.
Nalazi se južno od Zavidovića. 

## Stanovništvo
Na popisima 1971., 1981., 1991. i 2013. godine bilo je bez stanovnika.